# ヤマオオイナズマ
ヤマオオイナズマ (Lexias dirtea) は、タテハチョウ科に分類されるチョウの一種。

## 分布
インドからフィリピンに分布する。

## 特徴
開長8cm。オスは翅の後端に青色の帯模様がある。一方で、メスは地味な茶色となる。よく似た種に、サトオオイナズマ (Lexias dirtea) がいるが、本種は触角の先端の上部が黒い。
森林の泥地に生息する。テリハボク科テリハボク属を食草とする。

## 亜種

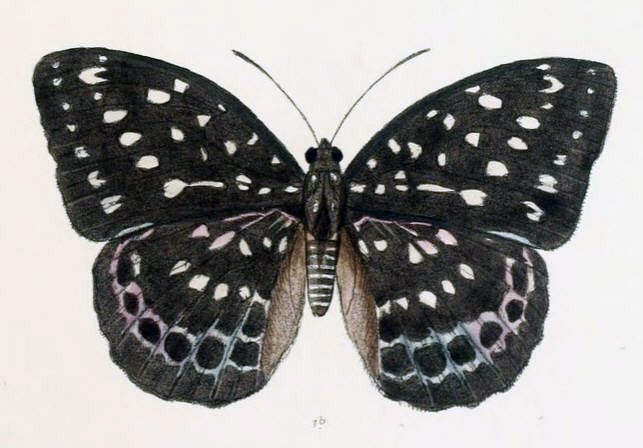
L. d. khasiana

- Lexias dirtea dirtea (インド北東部, ナーガヒル)
- Lexias dirtea khasiana (インド北東部, アッサム, ミャンマー, 雲南省)
- Lexias dirtea toonchai (タイ北部)
- Lexias dirtea agosthena (中国南部 (広東), ラオス, カンボジア, ベトナム)
- Lexias dirtea merguia (ミャンマー南部, テナッセリム, タイ南部, マレーシア)
- Lexias dirtea montana (スマトラ)
- Lexias dirtea inimitabilis (シベルート, メンタウェイ島)
- Lexias dirtea insulanus (バンカ, リンガ, シンケプ)
- Lexias dirtea javana (ジャワ島西部)
- Lexias dirtea aquilus (アナンバス諸島)
- Lexias dirtea baliaris (ナトゥナ島)
- Lexias dirtea chalcedonides (ボルネオ)
- Lexias dirtea annae (バウェアン)
- Lexias dirtea palawana (フィリピン, パラワン)
- ??Lexias dirtea iwasakii
- Lexias dirtea bontouxi (雲南省南部)